# Spielbudenplatz
Spielbudenplatz je središnji trg na Reeperbahnu u Hamburgu, s nekoliko kazališta, diskoteka i drugim znamenitostima.

## Povijest
1795.   su  se pored hamburških gradskih vrata (Millerntor) naseljavali umjetnici i komedijaši. S njihovim dolaskom nastale su drvene kućice, po kojim je trg dobio ime.  1840. srušene su te drvene kućice i sagrađene su kamene kuće. U to vrijeme  je tamo sagrađena zgrada operete i današnji Teatar St. Pauli.  
Carl Hagenbeck je 1863. otvorio menažeriju iz koje je kasnije nastao Zoološki vrt Hagenbeck. 
Također  je na Spielbudenplatzu 1900. godine otvorieno jedno od prvih kina u Njemačkoj.

## Preuređivanje
U prošlom stoljeću je nekoliko puta preuređivan trg, s ciljem  trg opet oživjeti.  U šezdesetim je sagrađeno nekoliko staklenih paviljona. Koji su već 20 godina kasnije srušeni, jer su pružili prostor za nelegalne poslove.
U devedesetim je raspisan javni natječaj za preuređivanje trga, pobjednički prijedlog se nije mogao realizirati, jer je pobjednica (Niki de Saint Phalle) preminula.
U prosincu 2004. je opet raspisan međunarodni, javni natječaj, na kojem su sudjelovali skoro 300 arhitekta, umjetnika i dizajnera. 
Trećeplasirani koncept se realizirao. Sagradilo se dvije pozornice pod vedrim nebom koje stoje nasuprot jedne druge.  2. lipnja 2006. svećeno je otvoren novo sagrađeni trg. 

## Korištenje od 2006.
- U predbožićno vrijeme organizira se Santa Pauli – Najvruća Božićna tržnica Hamburga
- Od ožujka 2007. svaku srijedu od 16 do 23 sata organizira se noćna tržnica.
- 30. lipnja 2007. redovno se organizira tržnica sa starinama, umjetnosti, starinama i atrakcijama.

## Povijesni spomenici
- Davidwache
- Teatar St. Pauli
- Schmidts Tivoli
- Fasada nekadašnjeg St. Pauli kupališta

## Galerija
- Kuća operete
- Panoptikum
- Novi teatar Schmidt
- Esso-Häuser (2013)
- Esso-Häuser (2014)

- Fasada nekadašnjeg kupališta
- St. Pauli Teatar
- Davidwache

## Vanjske poveznice
- Službena stranica upravitelja Spielbudenplatza

- Santa Pauli – Božićna tržnica

- Informacije o Spielbudenplatzu  Arhivirana inačica izvorne stranice od 7. ožujka 2021. (Wayback Machine)
- Web stranica Lützow7  Arhivirana inačica izvorne stranice od 25. listopada 2007. (Wayback Machine)